# موريتز بليابتريي
موريتز بليابتريي (بالألمانية: Moritz Bleibtreu)‏ (و. 1971 – م) هو ممثل من ألمانيا . ولد في ميونخ.

## جوائز
حصل على جوائز منها:
- جائزة الدب الفضي (2006)
- رومي.

## روابط خارجية
- موريتز بليابتريي على موقع IMDb (الإنجليزية)
- موريتز بليابتريي على موقع روتن توميتوز (الإنجليزية)
- موريتز بليابتريي على موقع مونزينجر (الألمانية)
- موريتز بليابتريي على موقع قاعدة بيانات الأفلام العربية
- موريتز بليابتريي على موقع ألو سيني (الفرنسية)
- موريتز بليابتريي على موقع ميوزك برينز (الإنجليزية)
- موريتز بليابتريي على موقع تيرنر كلاسيك موفيز (الإنجليزية)
- موريتز بليابتريي على موقع أول موفي (الإنجليزية)
- موريتز بليابتريي على موقع قاعدة بيانات الأفلام السويدية (السويدية)
- موريتز بليابتريي على موقع إن إن دي بي (الإنجليزية)